# Gianluca Falsini
Gianluca Falsini (Arezzo, 2 ottobre 1975) è un allenatore di calcio ed ex calciatore italiano, di ruolo difensore.

## Carriera

### Giocatore
Cresce nel Parma ed esordisce in prima squadra il 24 aprile 1994 in Napoli-Parma (2-0). Rimane legato agli emiliani per molti anni, girando l'Italia in prestito. Dopo aver giocato una stagione esclusivamente in Primavera, nell'estate 1995 viene ceduto al Gualdo. Falsini si fa le ossa in terza serie e nel 1996-1997, ancora in prestito in Serie C1 questa volta al Monza, ottiene la promozione in Serie B.
I dirigenti gialloblù lo girano allora al Padova, squadra fresca di retrocessione dalla Serie A (nel 1996) e che retrocede ancora, arrivando al penutimo posto nel campionato 1997-1998. Falsini trova poco spazio ma viene ugualmente ingaggiato dal Verona, che nel 1998-1999, con il terzino sinistro aretino titolare, conquista la promozione in Serie A. Ancora da titolare, Falsini gioca un campionato nella massima serie con gli scaligeri venendo quindi richiamato dal Parma.
Nella squadra gialloblù vengono cambiati cinque tecnici in due stagioni (Alberto Malesani, Arrigo Sacchi, Renzo Ulivieri, Daniel Passarella e Pietro Carmignani) e Falsini, relegato in panchina, cambia aria nel gennaio 2002, poco prima che la sua squadra vincesse la Coppa Italia, passando all'Atalanta.
Falsini ricomincia nel 2002-2003 a Reggio Calabria. Con la squadra di Luigi De Canio (subentrato a Bortolo Mutti) il difensore disputa due campionati, culminati con due salvezze. Nel 2004-2005 passa al Siena, dove viene tenuto ancora in considerazione sia da Luigi Simoni che da Luigi De Canio, ritrovato dopo la stagione alla Reggina.
Nel 2006-2007 viene acquistato dal Catania, giocando solo le prime 5 partite; il resto della stagione starà lontano dai campi d'allenamento per il riacutizzarsi di problemi fisici. In estate, viene messo sul mercato e accusa la società di mobbing. Accogliendo gli inviti conciliativi del presidente del Collegio Arbitrale, le parti decidono di rinunciare alle azioni legali pendenti sottoscrivendo il 6 novembre 2007 la risoluzione del contratto.
Il 31 gennaio 2008 viene acquistato dall'Arezzo con cui gioca 5 partite in Serie C1.
Nella stagione 2008-2009 viene ingaggiato dal Padova. Per Falsini si tratta di un ritorno nella città del Santo in quanto ne aveva fatto parte già nella stagione 1997-1998. La squadra veneta centra la promozione tra i cadetti dopo aver vinto (2-1) la finale play-off sul campo della Pro Patria. Con il Padova totalizza 26 presenze nelle gare di campionato senza segnare mai, mentre realizza un gol importante (dopo essere entrato in campo da due minuti) nella semifinale play-off sul terreno del Ravenna che consente alla sua squadra di vincere e ottenere la qualificazione al turno successivo.
Dopo essersi svincolato dal Padova durante l'estate 2009, si è allenato con il Figline, compagine della Lega Pro Prima Divisione.
Nel marzo del 2010 firma per il Legnago squadra che gioca in Eccellenza. Con la squadra veneta conquista il primo posto nel girone A dell'Eccellenza veneta ottenendo così la promozione in Serie D.
Rimasto senza squadra si è allenato con il Cerea compagine della Provincia di Verona che milita nel campionato di Eccellenza. Dal 23 settembre 2010 si è allenato con la Sangiovannese che militava in Seconda Divisione.

### Allenatore
Nel novembre 2010 approda al Verona come osservatore e organizzatore del settore giovanile sotto la guida di Stefano Ghisleni responsabile del settore giovanile del Verona. Il 18 luglio 2011 consegue il patentino da allenatore di Seconda Categoria assieme a Roberto Baggio.
Nell'estate 2011 diventa il nuovo allenatore degli Allievi Nazionali del Verona. Successivamente nell'agosto 2012 diventa il nuovo allenatore degli Allievi Nazionali del Siena.
Il 15 luglio 2015 è presentato come allenatore degli Allievi Nazionali Lega Pro dell'Empoli.
Nell'estate 2017 si accorda con la Roma, per guidare la formazione under 16. Qui rimane sino al termine della stagione.
Il 31 luglio 2020 viene ufficializzato come tecnico della formazione Primavera della Reggina.
Dopo aver lasciato gli amaranto, nell'estate 2021 torna ad allenare l'under 16 della Roma con cui il 25 giugno 2022 conquista lo scudetto di categoria, concedendo il bis nella stagione successiva.
Nell'estate del 2024 viene promosso a capo della formazione Primavera, dove nonostante termina la stagione regolare al primo posto, perde la semifinale scudetto contro la Fiorentina.

## Palmarès

### Giocatore

#### Competizioni nazionali
- Campionato italiano di Serie B: 1

Verona: 1998-1999
- Coppa Italia: 1

Parma: 2001-2002

### Allenatore

#### Competizioni giovanili
- Campionato Nazionale Under-16: 2

Roma: 2021-2022, 2022-2023
- Campionato Nazionale Under-17: 1

Roma: 2023-2024